# Konflikt polsko-litewski
     Linia demarkacyjna z 18 czerwca 1919 r.
     Linia demarkacyjna z 27 lipca 1919 r. (linia Focha)
     Zasięg polskich wojsk do początków 1920 r.

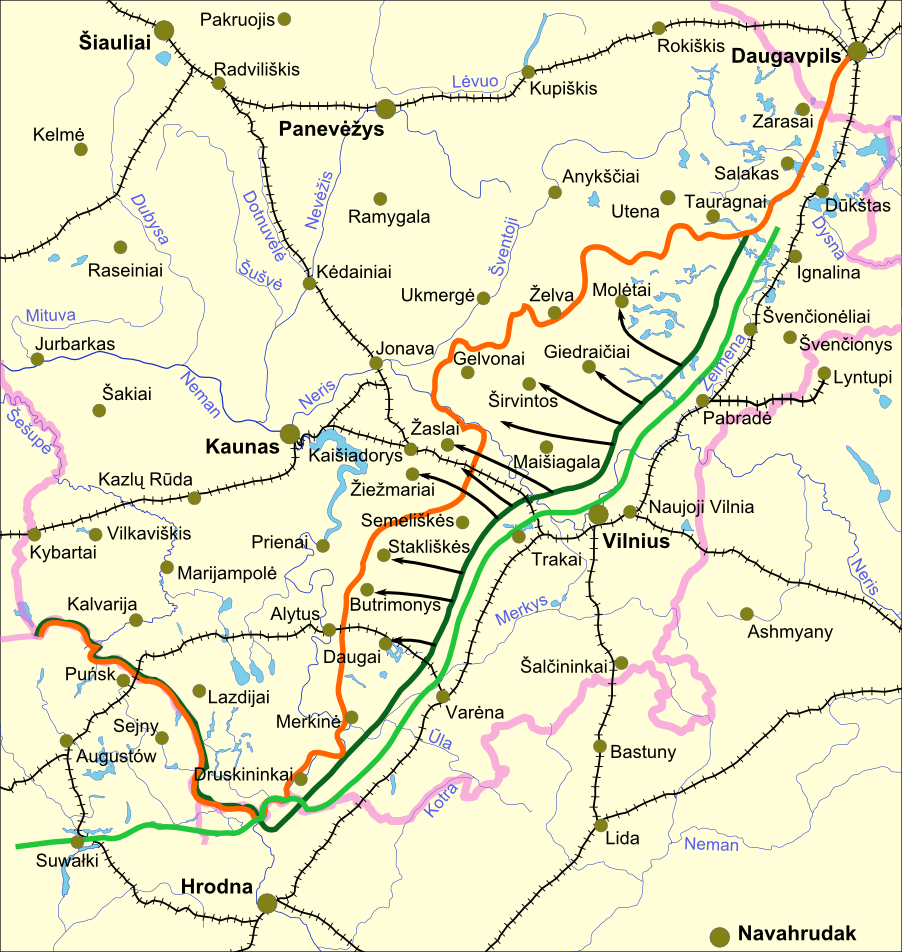
Linia demarkacyjna z 18 czerwca 1919 r.
Linia demarkacyjna z 27 lipca 1919 r. (linia Focha)
Zasięg polskich wojsk do początków 1920 r.

Konflikt polsko-litewski  (rzadziej wojna polsko-litewska) – lokalny konflikt zbrojny w okresie dwudziestolecia międzywojennego pomiędzy odrodzoną II Rzeczpospolitą Polską oraz nowo powstałą Republiką Litewską, trwający w latach 1919–1920, który wybuchł na tle sporu o przynależność państwową terenów granicznych, głównie Wileńszczyzny i Suwalszczyzny. Zasadniczą osią sporu było jednak Wilno: miasto pod względem historycznym stanowiło część Litwy, jednak większość jego ludności posługiwała się wówczas językiem polskim i czuła się związana z odradzającym się państwem polskim. Zdaniem niektórych historyków, konflikt ten należy rozpatrywać jako litewską wojnę domową.

## Historia

### Pierwsze negocjacje polsko-litewskie
Próbę utworzenia normalnych relacji polsko-litewskich podjęto w czerwcu 1918 r. na spotkaniu przedstawicieli obu krajów w Berlinie, które zakończyło się podpisaniem porozumienia, przewidującego uznanie Litwy przez Polskę. Krótko potem Polacy zgodzili się jednak na ustępstwa wobec Niemiec w zamian za przyznanie Polsce zarządu nad częścią Litwy wraz z Wilnem.
Po klęsce Niemiec we wrześniu 1918 roku na froncie zachodnim, Litwini zwrócili się do Niemiec o uznanie ich suwerenności i uzyskali ją w zamian za pozwolenie na pozostawienie wojsk niemieckich na terytorium Litwy. Po 11 listopada 1918 r. wojska niemieckie, zgodnie z traktatem rozejmowym z Ententą, zaczęły wycofywać się z okupowanych terenów, utrzymując jednak nadal obszar z Wilnem i uniemożliwiając interwencję strony polskiej. Na początku 1919 r. na konferencji pokojowej w Paryżu podjęto polsko-litewskie rozmowy na temat kształtu przyszłych granic.

### Zajęcie Wilna przez polską samoobronę i siły bolszewickie
Po raz pierwszy miasto zostało zajęte przez siły polskie wywodzące się z tzw. Samoobrony wileńskiej w dniach 1–4 stycznia 1919 roku. Przeciwnikiem byli Niemcy, którzy bez walki opuścili Wilno. Opór stawiali jedynie uzbrojeni komuniści. Wkrótce jednak, bo już w dniu 5 stycznia 1919 roku, po krótkich walkach Wilno zajęły wojska bolszewickie (działacze rosyjskiego ruchu robotniczego dążący do przejęcia władzy w państwie drogą rewolucji), które wyparły oddziały polskie. Ponownie miasto zajęły polskie wojska przyszłego Frontu Litewsko-Białoruskiego pod dowództwem gen. Stanisława Szeptyckiego 19 kwietnia 1919 roku.
Zajęcie Wilna przez Polskę w kwietniu 1919 r. spotkało się ze sprzeciwem Litwy i Ententy, gdyż godziło w brytyjskie plany objęcia dominacją terenów nad wschodnim Bałtykiem. 26 kwietnia 1919 Rada Najwyższa ententy wezwała oba państwa do rozwiązania konfliktu.
Planowano wystąpienie zbrojne Polskiej Organizacji Wojskowej (POW) w silnie zdominowanym etnicznie przez Polaków Kownie i na Kowieńszczyźnie, w celu obalenia rządów Taryby (Zamach stanu na Litwie). Działania te nie powiodły się z powodu dekonspiracji przygotowań i aresztowań w nocy z 28 na 29 sierpnia 1919 roku w Kownie. Wcześniej jednak POW wywołała powstanie sejneńskie i wyzwoliła Sejny wraz z Suwalszczyzną Południową 26 sierpnia 1919 roku. Wydarzenia te doprowadziły do napięcia w stosunkach z Polską i zagroziły otwartym konfliktem zbrojnym.
Szeroko zakrojoną akcję popularyzującą interwencję przeciwko rządom kowieńskim prowadził szczególnie Tymczasowy Komitet Polityczny Ziemi Kowieńskiej i ludzie z nim związani, którzy promowali militarną interwencję w tym regionie.

### Linia Focha
18 lipca 1919 r. marszałek Foch wysunął projekt linii demarkacyjnej, biegła dalej na północ od Wiżajn do rzeki Marychy i wzdłuż tej rzeki do jej ujścia do Niemna, po przekroczeniu którego biegła 12 kilometrów na północny zachód od linii kolejowej Grodno–Wilno–Dźwińsk. W dniu 26 lipca 1919 roku Rada Najwyższa Ententy na konferencji pokojowej w Paryżu zdecydowała o poprowadzeniu linii demarkacyjnej wzdłuż linii Wisztyniec – Wiżajny – Puńsk – rzeką Marychą i 12 km na północny zachód od linii kolejowej Grodno – Wilno – Dyneburg, zostawiając Wilno po stronie polskiej (linia Focha).

### Traktat litewsko-sowiecki

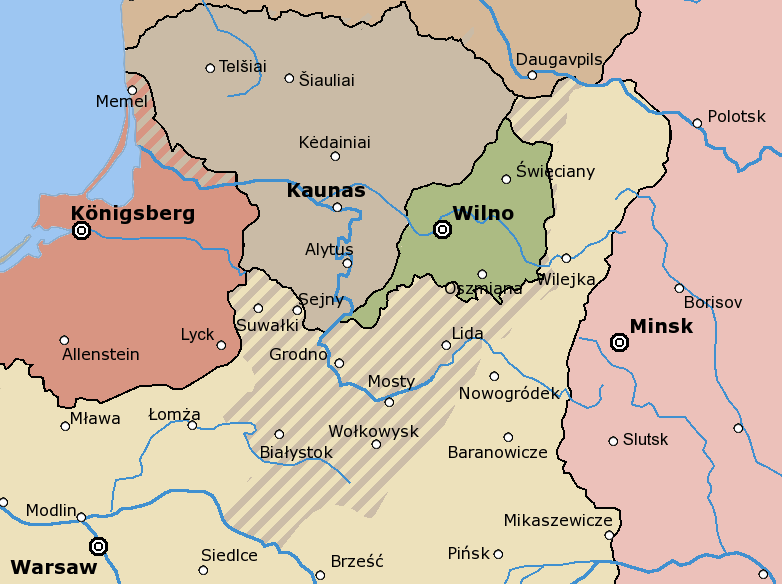
Litewskie roszczenia terytorialne wobec Polski

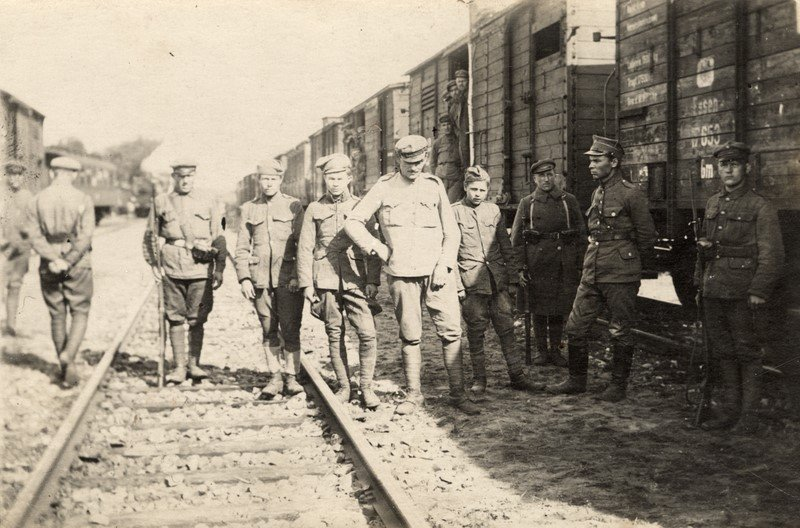
Polscy jeńcy w niewoli litewskiej, 1920

W 1920 roku, podczas wojny polsko-bolszewickiej w dniu 12 lipca doszło do zawarcia pokoju między Litwą a Rosją Radziecką, w którym m.in. ustalono przebieg ich nowej granicy. Rosja Radziecka całą Wileńszczyznę z Wilnem, Lidą, Oszmianą i Grodnem przyznała Litwie, w zamian za zgodę na przemarsz Armii Czerwonej przez jej terytorium. W związku z atakiem bolszewickim i złą sytuacją na froncie, w dniach 13-14 lipca oddziały polskie zostały zmuszone do wycofania się z Wilna. W tym czasie nastąpił atak wojsk litewskich na polskie placówki w rejonie Dukszty, Niewiejtany, Butrymańce, a 14 lipca Litwini zajęli Nowe Troki-Landwarów. W dniu 19 lipca wojska litewskie zajęły Puńsk, Sejny i Giby, 30 lipca zdobyły Suwałki atakując polski pociąg ewakuacyjny, a 8 sierpnia Litwini zajęli Augustów łamiąc deklarowany oficjalnie status strony neutralnej. 
Sytuacja zmieniła się, gdy w wyniku bitwy warszawskiej i bitwy nad Niemnem wojska polskie pokonały bolszewików i podążając za wycofującym się wrogiem ponownie zbliżyły się we wrześniu w rejon Wileńszczyzny. W dniu 7 października pomiędzy Litwą i Polską w Suwałkach podpisano umowę wojskową (umowa suwalska) o tymczasowej linii demarkacyjnej: od granicy Prus Wschodnich przez Suwalskie i linią Druskienniki – Orany – Bastuny (stacja kolejowa pod Lidą). Tu linia demarkacyjna się kończyła; Wilna nie objęto umową. Polacy dążyli do przeprowadzenia plebiscytu na Wileńszczyźnie, na co nie zgadzała się strona litewska. Faktycznie bowiem Sowieci uciekając przekazali Wilno Litwinom 27 sierpnia 1920 roku.

### Utworzenie Litwy Środkowej

Zmiany przebiegu granicy polsko-litewskiej w latach 1919–1939

Józef Piłsudski wydał rozkaz gen. Żeligowskiemu upozorowania buntu i zajęcia miasta. Wraz z okolicznymi terenami utworzono Republikę Litwy Środkowej. Mimo planów Ligi Narodów, nie zrealizowano plebiscytu na Wileńszczyźnie. W 1922 roku przeprowadzono wybory do lokalnego sejmu, który zadecydował o przyłączeniu tych terenów do Polski.
Rozbicie separatystycznego państwa utworzonego na terytorium dawnej Rzeczypospolitej z inspiracji wrogich wobec odradzającej się Polski Niemiec, pozostającego z własnego wyboru de facto w stanie wojny z Polską i współpracującego militarnie z bolszewikami przeciwko Polsce, nie stanowiłoby problemu z punktu widzenia wojskowego, szczególnie po bitwie warszawskiej 1920 r. Wiązałoby się to zapewne z pewnymi kosztami politycznymi na arenie międzynarodowej, ale na takie koszty nie zważano rozbijając w połowie 1919 roku silniejszą militarnie od Republiki Litewskiej, powstałą przy wsparciu austriackim Zachodnioukraińską Republikę Ludową, czy wspierając niemal jawnie w 1921 r. powstańców śląskich. W dodatku Republika Litewska została uznana przez państwa Ententy de iure dopiero 18 lipca 1922 r. (akt uznania odebrał w Paryżu litewski poseł Oskar Miłosz, kuzyn Czesława). Klimat polityczny w ówczesnej Polsce również sprzyjał jednoznacznie takiemu rozwiązaniu (prasa pełna była apeli o interwencję i informacji o prześladowaniach ludności Kowieńszczyzny przez Tarybę oraz o zbrodniach popełnionych w pasie neutralnym przez litewskie bojówki; zob. Samorząd Warwiszki).
W tej sytuacji niepodjęcie interwencji militarnej można wytłumaczyć jedynie planami federacyjnymi, a przede wszystkim sentymentem Józefa Piłsudskiego (mającego mimo tego złą opinię wśród historyków litewskich), dla którego walka z ówczesną Litwą byłaby bratobójczą wojną domową, nawet jeśli by była – w związku z nikłym potencjałem drugiej strony – symboliczna. Piłsudski wierzył bowiem, że rządzący w Kownie, racjonalnie oceniając fakty uznają Polskę za jedynego sprawdzonego sojusznika i gwaranta bytu, a Rosję (białą jak i bolszewicką) i Niemcy za główne zagrożenie. Ta ocena sytuacji okazała się błędna, a skutkami polskiej polityki z lat 1918–1922 były nierozwiązane aż do wojny problemy w stosunkach dwustronnych oraz duża wrogość między władzami obu krajów, a w zakresie litewskiej polityki wewnętrznej lituanizacja Kowieńszczyzny.

## Ocena jako wojna domowa
Zdaniem J. Wojasa, z uwagi na nieważność traktatów rozbiorowych Polska odrodziła się jako następca I Rzeczpospolitej, w granicach z 1772 roku, i miała prawo do ziem byłego Wielkiego Księstwa Litewskiego. W tym ujęciu konflikt był secesją ze strony Litwy, która mogła wprawdzie powoływać się na argument o prawie do samostanowienia narodów, lecz był on nieskuteczny w odniesieniu do Wilna i innych ziem, gdzie Polacy stanowili większość; przy tym Republika Litewska nie odwoływała się do bycia następcą prawnym Wielkiego Księstwa Litewskiego po rozpadzie Rzeczpospolitej, co uzasadniałoby prawa do całości jego terytorium. W konsekwencji, z uwagi na utworzenie polskiej administracji oraz obecność po stronie polskiej działaczy litewskich opowiadających się za utworzeniem wspólnego tworu państwowego i sił zbrojnych tworzonych z ludności tych obszarów, konflikt ten można rozpatrywać jako litewską wojnę domową.